# Bulbophyllum nigrescens
Bulbophyllum nigrescens är en orkidéart som beskrevs av Robert Allen Rolfe. Bulbophyllum nigrescens ingår i släktet Bulbophyllum och familjen orkidéer. Inga underarter finns listade i Catalogue of Life.